# Gina Morett
Gina Morett (México, 1949) es una actriz y cantante mexicana.

## Discografía

### Sencillos
- Mi Novio Se Quiere Casar
- Enamorada de Ti
- La Escalera
- Vuelve Conmigo
- Ángel Negro
- Jure Por Siempre
- Lo Intentaré Todo
- Campanitas
- Desencadena mi Corazón
- Sola
- Una Gota de Miel

## Filmografía

### Cine

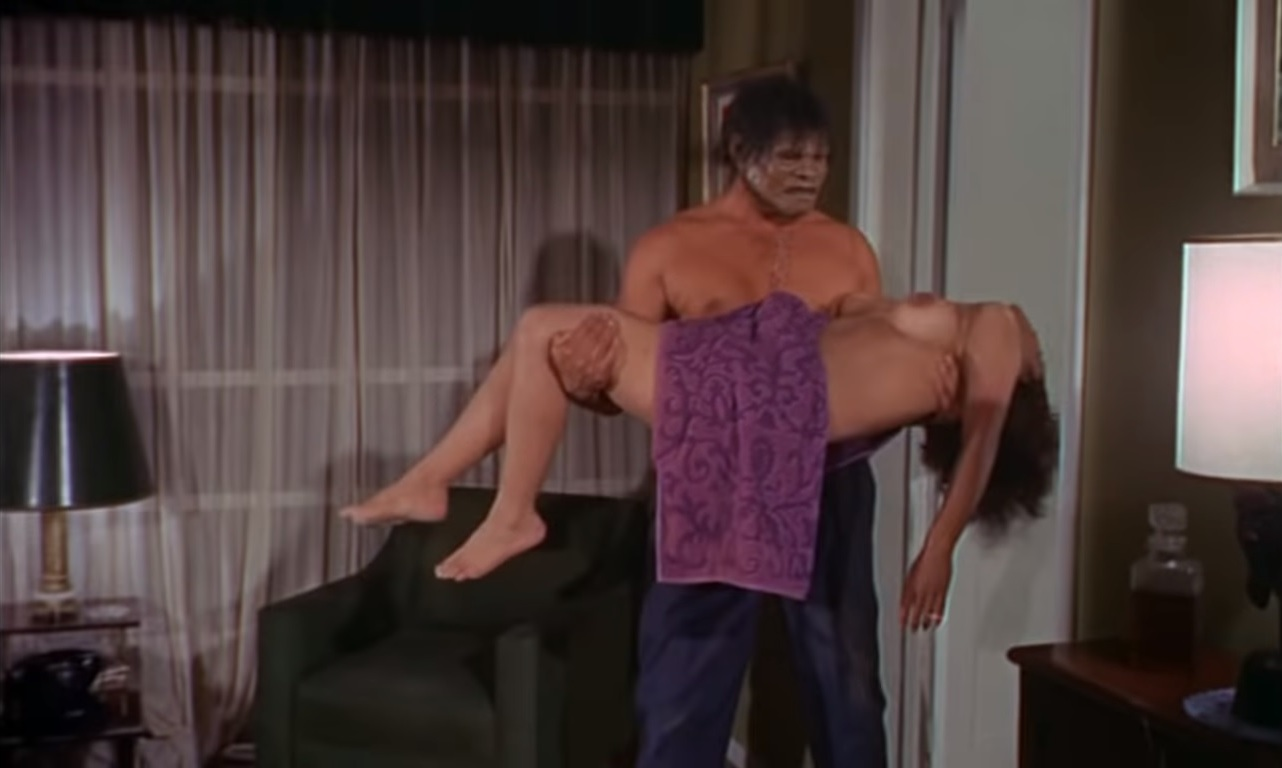
Morett siendo cargada por Gerardo Zepeda en una escena de La horripilante bestia humana (1969).

- La horripilante bestia humana (1969) .... víctima en la regadera
- Tu camino y el mío (1973)
- Tívoli (1974) .... Mimí Manila
- Fe, esperanza y caridad (1974) ... Lety
- Las fuerzas vivas (1975) ... Pueblerina
- Las Poquianchis (1976) ... Guille, Prostituta
- Pafnucio Santo (1977)
- Lagunilla Mi Barrio 2 (1982)
- El escarabajo (1983) ... Emma
- Frida, naturaleza viva (1983) ... Enfermera
- Las lupitas (1984)
- El callejón de los milagros (1995) .... Doña Flor
- Por la libre (2000) ... Perla
- Noticias lejanas (2005) ... Amelia
- Contracorriente (2006)
- Bala mordida (2009) ... Ester

### Televisión
- Mi segunda madre (1989) .... Gina
- La casa al final de la calle (1989) .... Gloria
- Madres egoístas (1991) .... Gina
- Tric-Trac (1996) .... Griselda
- Te dejaré de amar (1996) .... Rita
- La casa del naranjo (1998) .... Mimí
- Marea brava (1999) .... Laura
- El amor no es como lo pintan (2001) .... Clotilda Campos
- Súbete a mi moto (2002) .... Mercedes
- Secretos del alma (2009) .... La Güera
- Pobre diabla (2009-2010) .... Otilia Camacho
- Entre el amor y el deseo (2010) .... Isolda Márquez
- Amor cautivo (2012) .... Cruz
- Secretos de familia (2013) .... Emiliana
- Siempre tuya Acapulco (2014) .... Licha
- Así en el barrio como en el cielo (2015) .... Amelia
- Lo que callamos las mujeres (2015, episodio; «Mujeres cautivas (parte 1)» .... Chamuca[1]
- Las malcriadas (2017-2018) .... Irma Vera / Irma Basurto
- Un día para vivir (2021, 2024) .... Teresa / Magnolia[2]
- Mujeres asesinas (2024), episodio Magdalena .... Felipa[3]